# Петсі Келлі
Бріджит Сара Вероніка Роуз «Петсі» Келлі (англ. Bridget Sarah Veronica Rose «Patsy» Kelly; 12 січня 1910, Бруклін, Нью-Йорк, США — 24 вересня 1981, Вудленд-Хіллз, Каліфорнія, США) — американська акторка, співачка і танцюристка.

## Біографія
Народилася 12 січня 1910 року в Брукліні (штат Нью-Йорк, США) в сім'ї ірландських іммігрантів Джона (пом. 1942) і Делії Келлі (1875—1930). Брат Бріджет дав її прізвисько «Петсі», яке вона пізніше використовувала для свого псевдоніма.

## Кар'єра
У 1922 році Петсі почала кар'єру танцюристки водевілю.
У 1929—1979 роках зіграла в 89 фільмах і телесеріалах. Найбільш відома ролями в таких фільмах: «Будь ласка, не їжте ромашки» (1960, роль Меггі), «Оголений поцілунок» (1964, роль старшої медсестри Мак), «Дитина Розмарі» (1968, роль Лори-Луїз) і «Чумова п'ятниця» (1976, роль місис Шмаусс). Також грала в театрах, працювала на радіо і була співачкою. У 1972 році  отримала премію «Тоні» за роль Полін в мюзиклі «No, No, Nanette».
8 лютого 1960 року отримала зірку на Голлівудській алеї слави за внесок в кіноіндустрію.

## Особисте життя
Петсі була відкритою лесбійкою.
У січні 1980 року Петсі перенесла інсульт, який позбавив її здатності говорити. 20 місяців тому, 24 вересня 1981 року 71-річна акторка померла після тривалої боротьби з раком в «Motion Picture & Television Country House and Hospital», що в Вудленд-Гіллз (штат Каліфорнія, США). Похована на кладовищі «Голгофа», що у Квінсі (штат Нью-Йорк, США), поруч зі своїми батьками.

## Вибрана фільмографія
- 1929 — Самотній чоловік / A Single Man
- 1933 — По дорозі до Голлівуду
- 1934 — Дівчина з Міссурі
- 1937 — Виберіть зірку
- 1938 — Весело ми живемо
- 1964 — Агенти U.N.C.L.E.
- 1968 — Дитина Розмарі
- 1976 — Чумова п'ятниця